# قلعه یوشیدا (ولایت میکاوا)
قلعه یوشیدا (به ژاپنی: 吉田城 Yoshida-jō) یک قلعه ژاپنی است که در تویوهاشی، آیچی، جنوب شرقی استان آیچی در ژاپن واقع شده است.